# Astreopora incrustans
Astreopora incrustans är en korallart som beskrevs av Bernard 1896. Astreopora incrustans ingår i släktet Astreopora och familjen Acroporidae. IUCN kategoriserar arten globalt som sårbar. Inga underarter finns listade i Catalogue of Life.